# Juan Planelles
Juan Bautista Planelles Marco (Burriana, 26 gennaio 1951) è un ex calciatore spagnolo, di ruolo centrocampista.

## Carriera
A 16 anni entra nel settore giovanile del Real Madrid. 
Debutta in prima squadra il 30 settembre 1969 in Coppa dei Campioni, schierato da titolare ai sedicesimi di finale contro l'Olympiakos Nicosia. La partita finisce per 6-1 e Planelles segna anche un gol.
Successivamente, il 14 dicembre 1969, arriva anche il debutto nella Liga spagnola, nella vittoria casalinga per 2-0 contro il Granada, subentrando nel finale di gara al suo compagno di squadra Amancio Amaro. Il 28 giugno 1970 disputa la finale di Coppa del Generalissimo contro il Valencia. Segna il secondo gol del Real Madrid, che si aggiudica la coppa vincendo per 3-1.
Nella stagione 1971-1972 è in prestito al Castellón, nella Segunda División spagnola. La squadra, allenata da Lucien Muller ottiene la promozione in massima serie, in virtù del secondo posto in classifica. Planelles non gioca molte partite perché è costretto fuori dai campi per un lungo periodo, a causa di problemi fisici alla colonna vertebrale, che lo costringono ad essere curato in una clinica medica di Santiago di Compostela. A causa di questo problema si teme che non possa più giocare a calcio, fortunatamente però riesce a tornare in campo nei mesi finali della stagione, per le ultime sei giornate di campionato.
Planelles quindi resta in prestito con i bianconeri anche nella stagione seguente, che lo vede impiegato con continuità nella Liga. Con 26 presenze e 8 gol, Planelles aiuta il Castellón a raggiungere il quinto posto in classifica da neopromosso. 
Inoltre, il Castellón raggiunge una storica finale in Coppa di Spagna, dove viene sconfitto dall'Athletic Bilbao.
La continuità di rendimento di quella stagione gli vale la convocazione da parte di Ladislao Kubala e l'esordio con la Nazionale spagnola, che avviene il 2 maggio 1973 contro i Paesi Bassi.
Nel 1973-1974 rientra quindi al Real Madrid. Colleziona 8 presenze e un gol in campionato, oltre a due presenze in Coppa UEFA. A fine anno vince la sua seconda Coppa del Generalissimo, anche se non disputa minuti in quella competizione.
Visto il poco spazio, nel 1974 si trasferisce al Valencia, dove rimane per due stagioni.
Nel 1976-1977 passa al Real Saragozza, dove ritrova Lucien Muller. Contrariamente alle aspettative il club a fine anno retrocede in Segunda División. Nella stagione successiva, Planelles non gioca alcuna partita a causa di un grave infortunio.
Riparte dal Castellón nel 1978. Nell'arco di tre anni la squadra ottiene la promozione in massima serie, vincendo il campionato cadetto. Tuttavia, non riesce a difendere la categoria, ritornando in seconda serie dopo appena una stagione.
Nel 1982-1983 disputa la sua ultima stagione al Castellón, prima di chiudere la carriera al Club Deportivo Burriana, squadra del suo paese natale, allenato da Francisco Causanilles che era stato suo compagno di squadra al Castellón nel 1972-1973.

### Cronologia presenze e reti in nazionale
| Cronologia completa delle presenze e delle reti in nazionale ― Spagna | Cronologia completa delle presenze e delle reti in nazionale ― Spagna | Cronologia completa delle presenze e delle reti in nazionale ― Spagna | Cronologia completa delle presenze e delle reti in nazionale ― Spagna | Cronologia completa delle presenze e delle reti in nazionale ― Spagna | Cronologia completa delle presenze e delle reti in nazionale ― Spagna | Cronologia completa delle presenze e delle reti in nazionale ― Spagna | Cronologia completa delle presenze e delle reti in nazionale ― Spagna |
| Data                                                                  | Città                                                                 | In casa                                                               | Risultato                                                             | Ospiti                                                                | Competizione                                                          | Reti                                                                  | Note                                                                  |
| --------------------------------------------------------------------- | --------------------------------------------------------------------- | --------------------------------------------------------------------- | --------------------------------------------------------------------- | --------------------------------------------------------------------- | --------------------------------------------------------------------- | --------------------------------------------------------------------- | --------------------------------------------------------------------- |
| 2-5-1973                                                              | Amsterdam                                                             | Paesi Bassi                                                           | 3 – 2                                                                 | Spagna                                                                | Amichevole                                                            | -                                                                     | 44’                                                                   |
| 17-10-1973                                                            | Istanbul                                                              | Turchia                                                               | 0 – 0                                                                 | Spagna                                                                | Amichevole                                                            | -                                                                     | 67’                                                                   |
| Totale                                                                |                                                                       | Presenze                                                              | 2                                                                     |                                                                       | Reti                                                                  | 0                                                                     |                                                                       |

## Palmarès

### Club

#### Competizioni nazionali
- Coppa di Spagna: 2

Real Madrid: 1969-1970, 1973-1974
- Campionato spagnolo: 1

Real Madrid: 1971-1972
- Segunda División spagnola: 2

Real Saragozza: 1977-1978
Castellón: 1980-1981